# Wiktor Grigorjewitsch Schuwalow
Wiktor Grigorjewitsch Schuwalow (russisch Виктор Григорьевич Шувалов; * 15. Dezember 1923 in Nabornyje Syressi; † 19. April 2021) war ein sowjetischer bzw. russischer Eishockeyspieler und -trainer. Mit WWS MWO Moskau gewann er dreimal die Sowjetische Meisterschaft. Der größte Erfolg seiner Karriere war der Olympiasieg 1956. 

## Karriere
Wiktor Schuwalow begann seine Karriere in der Saison 1947/48 bei Dserschinez Tscheljabinsk, ehe er zur Saison 1949/50 zum Verein der Luftstreitkräfte WWS MWO Moskau delegiert wurde. Mit WWS gewann er drei Sowjetische Meisterschaften und eine Vizemeisterschaft, ehe der Verein im Zuge der Entstalinisierung aufgelöst wurde. Anschließend spielte er für den zentralen Armeesportklub ZDSA Moskau, mit dem er drei Pokalsiege feierte. Zwischen 1957 und 1959 ließ er seine Karriere beim SKA MWO Kalinin als Spielertrainer ausklingen.
Insgesamt erzielte er 222 Tore in 150 Spielen in der höchsten sowjetischen Liga.

### Fußball
Schuwalow spielte, wie viele andere Eishockeyspieler auch, während des Sommers Fußball. Für WWS MWO Moskau lief er zwischen 1950 und 1952 75 Mal in der höchsten Fußball-Spielklasse der Sowjetunion auf und erzielte dabei 25 Tore.

### International
Am 29. Januar 1954 stand er in einem Spiel gegen Finnland zum ersten Mal für die sowjetische Eishockeynationalmannschaft auf dem Eis. 1953 wurde er als Verdienter Meister des Sports ausgezeichnet.
Seine internationale Karriere wurde mit der Goldmedaille bei den Olympischen Winterspielen 1956 gekrönt. Für die Nationalmannschaft erzielte er 40 Tore in 51 Länderspielen. Am 3. Januar 1957 bestritt er sein letztes Länderspiel.
2004 wurde er in die Ruhmeshalle des russischen Eishockeyverbands aufgenommen. 2014 erhielt er in Anerkennung für den Olympiasieg 1956 den Orden der Ehre.

### Als Trainer und Funktionär
Nachdem er den SKA MWO Kalinin bereits als Spielertrainer betreut hatte, war Schuwalow anschließend bis 1963 Cheftrainer der Mannschaft. Zwischen 1964 und 1968 betreute er in gleicher Funktion die erste Mannschaft von Kristall Elektrostal. Anschließend wechselte er zu Spartak Moskau und arbeitete dort in der Saison 1968/69 als Assistenztrainer.
1970 war er Trainer des Nachwuchsvereins DJuSSch von Chimik Woskressensk, anschließend bis 1973 hauptamtlicher Trainer des UdSSR-Sportausschusses für Eishockey. Zwischen 1973 und 1975 war Schuwalow Cheftrainer der rumänischen Nationalmannschaft, ehe er zu den Junioren von Chimik zurückkehrte.
Zwischen 1978 und 1984 war er Direktor des Nachwuchszentrums SDJuSCHOR von Spartak Moskau.
Schuwalow verstarb am 19. April 2021 an den Folgen einer COVID-19-Infektion.

## Erfolge und Auszeichnungen
- 1953 Verdienter Meister des Sports
- 1957 Ehrenzeichen der Sowjetunion
- 1996 Orden der Freundschaft
- 2004 Aufnahme in die Ruhmeshalle des russischen Eishockeyverbands
- 2014 Orden der Ehre
- 2020 Verdienstorden für das Vaterland IV. Klasse[3]

### Sowjetunion
| - 1951 Sowjetischer Meister mit WWS MWO Moskau - 1952 Sowjetischer Meister mit WWS MWO Moskau - 1952 Sowjetischer Pokalsieger mit WWS MWO Moskau - 1953 Sowjetischer Meister mit WWS MWO Moskau - 1954 Sowjetischer Vizemeister mit ZDSA Moskau | - 1954 Sowjetischer Pokalsieger mit ZDSA Moskau - 1955 Sowjetischer Pokalsieger mit ZDSA Moskau - 1956 Sowjetischer Pokalsieger mit ZDSA Moskau - 1957 Sowjetischer Vizemeister mit ZSK MO Moskau |

### International
- 1954 Goldmedaille bei der Weltmeisterschaft

Goldmedaille bei der Europameisterschaft
- 1955 Silbermedaille bei der Weltmeisterschaft

Goldmedaille bei der Europameisterschaft
- 1956 Goldmedaille bei den Olympischen Winterspielen

Goldmedaille bei der Europameisterschaft